# Ptilinus ruficornis
Ptilinus ruficornis is een keversoort uit de familie klopkevers (Anobiidae). De wetenschappelijke naam van de soort is voor het eerst geldig gepubliceerd in 1823 door Say.